# Dolno Prachovo
Dolno Prachovo (bulgariska: Долно Прахово) är ett distrikt i Bulgarien.   Det ligger i kommunen Obsjtina Ardino och regionen Kărdzjali, i den centrala delen av landet, 190 km öster om huvudstaden Sofia.